# Данкан Армстронґ
Данкан Армстронґ (англ. Duncan Armstrong, 7 квітня 1968) — австралійський плавець.
Олімпійський чемпіон 1988 року, учасник 1992 року.
Переможець Ігор Співдружності 1986 року.